# Nella Maria Bonora
Nella Maria Bonora (Mantova, 19 maggio 1904 – Firenze, 3 agosto 1990) è stata un'attrice e doppiatrice italiana.

## Biografia
Dopo una ventennale esperienza di palcoscenico (era entrata in arte giovanissima con Amedeo Chiantoni, proseguendo poi con la compagnia di Febo Mari), fu scritturata nel 1939 all'EIAR da Aldo Silvani, l'allora direttore della compagnia di prosa di Torino, divenendo subito una delle beniamine del pubblico radiofonico, tanto da giungere ad interpretare se stessa nel film del 1940 diretto da Giacomo Gentilomo Ecco la radio!, dedicato ai fasti dell'ente radiofonico di stato. Cugina dell'attore Fernando Farese con cui ebbe spesso modo di recitare sia alla radio che in teatro. È stata sposata, negli anni trenta, con l'attore Carlo Lombardi.

## Il doppiaggio
All'inizio degli anni trenta comincia a lavorare nel campo del doppiaggio: sua la voce di Claudette Colbert nei film Accadde una notte (1935), accanto a Gino Cervi che doppiava Clark Gable, e Sorelle in armi (1943), di Carole Lombard in Ventesimo secolo e di Lily Pons in La ragazza di Parigi.

## Il teatro
È Celia in Come vi piace di William Shakespeare, regia di Jacques Copeau, con Massimo Pianforini, Enzo Biliotti, Sandro Ruffini, Guido Gatti, Fernando Farese, Nerio Bernardi, Umberto Melnati, Giuseppe Pierozzi, Franco Scandurra, Letizia Bonini e Zoe Incrocci, al Giardino di Boboli a Firenze (1938).
Primadonna a Roma (dove la compagnia si era trasferita nei primi mesi della guerra e dove la Bonora meritò, per le sue interpretazioni, il Microfono d'argento 1950 insieme a Franco Becci), nel 1953 passò, su invito di Umberto Benedetto, alla compagnia di prosa di Radio Firenze.
Visse tra Roma e Firenze recitando per anni in prestigiose compagnie (prima fra tutte quella di Emma Gramatica), per poi trasferirsi stabilmente nel capoluogo toscano, dove continuò fino a tarda età a impartire lezioni di dizione.

## La radio

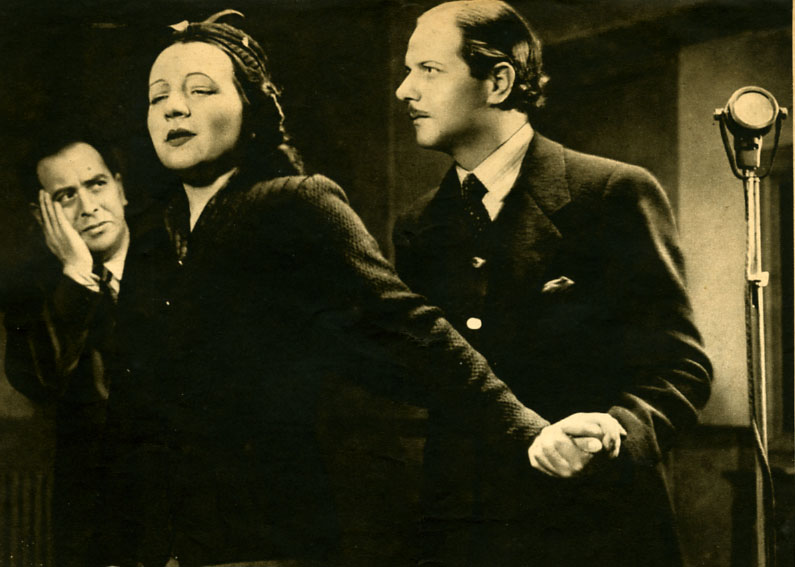
Felice Romano, Nella Maria Bonora e Stefano Sibaldi negli studi radio EIAR per il "Don Giovanni" di Molière (1942)

In radio, tra l'altro, fu nei tardi anni quaranta una delle lettrici di Poesie d'ogni tempo e condusse, nel 1951, la rubrica religiosa Sorella radio. La sua intensa attività radiofonica, che per lungo tempo l'ha vista protagonista di due commedie la settimana, si è conclusa nel 1978.
Tra le innumerevoli interpretazioni di prosa radiofonica, che rendono l'idea della versatilità dell'attrice, si possono ricordare L'uomo che corse dietro ai suoi calzoni di Contri (1935), Don Desiderio disperato di Giraud (1940, regia di Silvani), Ninna nanna a Gesù di Enrico Pea (1942, regia di Morandi), Don Giovanni di Molière (1942, regia di Meloni), Fedra di Racine (regia di Taricco, 1947), Una visita di cui era anche autrice (1947), il radiodramma I fiori tu non devi coglierli di Guthrie tradotto da La Capria (1953, regia di Majano), Ciao albero di Nicolaj (regia di Marco Visconti, 1958), il giallo di Agatha Christie Chiamata personale per il signor Brent (1959, regia di Benedetto) e Mogli e figlie di Gaskell, in 15 episodi (regia di Di Stefano, 1974). Memorabile, infine, la sua interpretazione del monologo La voce umana di Jean Cocteau.
Negli ultimi anni di vita, Nella Bonora si dedicò alla parapsicologia e allo spiritismo, descrivendo le sue esperienze nel volume Con amore per amore: testimonianza al Cerchio Firenze 77 (1981).

## Prosa radiofonica
EIAR
- Musica di foglie morte di Rosso di San Secondo, regia di Aldo Silvani, trasmessa il 12 novembre 1939.
- La ballata del grande invalido di Ernesto Gaballo, regia di Aldo Silvani, trasmessa il 15 novembre 1939.
- Urashima Tarò, leggenda giapponese di Emidio Mucci, regia di Aldo Silvani, trasmessa il 7 gennaio 1940.
- La maestrina di Dario Niccodemi, regia di Aldo Silvani, trasmessa il 16 gennaio 1940.
- Il barone è servito, commedia di Diego Calcagno e Ludovico Greco, regia di Aldo Silvani, trasmessa il 19 febbraio 1940.
- La più bella avventura, commedia di Giuseppe Faraci, regia di Aldo Silvani, trasmessa il 31 marzo 1940.
- La vittima, commedia di Silvio Zambaldi, regia di Aldo Silvani, trasmessa il 20 gennaio 1941.
- Una domanda di matrimonio, commedia di Anton Céchov, regia di Aldo Silvani, trasmessa il 27 gennaio 1940.
- Angelina mia, commedia in tre atti di Paola Riccora, trasmessa il 4 aprile 1940.
- L'idea di Cora, commedia di Alessandro Varaldo, regia di Aldo Silvani, trasmessa il 21 giugno 1940.
- Un orologio si è fermato di Edoardo Anton, regia di Alberto Casella, trasmessa il 2 febbraio 1941.
- Incontro in autobus, un atto radiofonico di Alfredo Vanni, regia di Nino Meloni, trasmessa il 26 dicembre 1941.
- Ninna nanna a Gesù, radiocommedia di Enrico Pea, regia di Guglielmo Morandi, trasmessa il 6 gennaio 1942.
- Autunno, commedia di Gherardo Gherardi, regia di Guglielmo Morandi, trasmessa il 8 aprile 1943.
- Una partita a scacchi, commedia di Giuseppe Giacosa, regia di Guglielmo Morandi, trasmessa il 10 aprile 1943.
- La strada dei Re, commedia di Giovanni Gigliozzi, regia di Guglielmo Morandi, trasmessa il 22 aprile 1943.
- Se tu no m'ami, un atto di Paola Riccora, Programma B, trasmesso il 25 maggio 1943.

Rai
- Cose che accadono solo nei libri di Thornton Wilder, regia di Anton Giulio Majano, trasmessa il 4 dicembre 1945.
- Il vento notturno di Ugo Betti, regia Anton Giulio Majano, Secondo Programma, trasmessa il 2 marzo 1946.
- La maschera e il volto di Luigi Chiarelli, regia di Pietro Masserano Taricco, trasmessa il 13 maggio 1946.
- Lezione di canto, Katherine Mansfield, regia di Anton Giulio Majano, trasmessa il 28 gennaio 1947.
- Candida, commedia di George Bernard Shaw, regia di Anton Giulio Majano, trasmessa il 14 aprile 1947.
- La piacevole menzogna, commedia di Ferenc Molnár, regia di Anton Giulio Majano, trasmessa il 4 luglio 1947.
- Non ti conosco più, commedia di Aldo De Benedetti, regia di Pietro Masserano Taricco, trasmessa il 14 luglio 1947.
- Una visita, radiodramma di Nella Bonora, regia di Anton Giulio Majano, trasmessa il 25 luglio 1947.
- Il nostro viaggio di Gherardo Gherardi, regia di Pietro Masserano Taricco, trasmessa 11 marzo 1948.
- Amare, commedia di Paul Geraldy, regia di Guglielmo Morandi, trasmessa il 30 agosto 1948.
- Le troiane di Euripide, regia di Guglielmo Morandi, trasmessa il 3 gennaio 1949.
- Francillon, commedia di Alessandro Dumas, regia di Pietro Masserano Taricco, trasmessa il 10 gennaio 1949.
- I nostri sogni, commedia di Ugo Betti, regia di Pietro Masserano Taricco, trasmessa il 17 gennaio 1949.
- Desideri repressi di Susan Glaspell, regia di Guglielmo Morandi, trasmessa il 22 gennaio 1949.
- L'aquila a due teste di Jean Cocteau, regia di Anton Giulio Majano, trasmessa il 31 gennaio 1949.
- I cari inganni, commedia di Jonh Boyton Priestley, regia di Umberto Benedetto, trasmessa il 14 febbraio 1949.
- I parenti poveri, commedia di Mario Federici, regia di Pietro Masserano Taricco, trasmessa il 31 marzo 1949.
- Autunno, commedia di Gherardo Gherardi, regia di Guglielmo Morandi, trasmessa il 11 aprile 1949.
- Interno borghese, commedia di Noel Coward, regia di Pietro Masserano Taricco, trasmessa il 29 maggio 1949
- Saggezza di Piero Ottolini, regia di Pietro Masserano Taricco, trasmessa il 13 luglio 1949.
- Pioggia, radiodramma di Ermanno Carsana, regia di Pietro Masserano Taricco, trasmessa il 20 luglio 1949.
- Il bosco di Lob di James M. Barrie, regia di Guglielmo Morandi, trasmessa il 4 agosto 1949.
- Terra sconosciuta di Gino Capriolo, regia di Umberto Benedetto, trasmessa il 4 febbraio 1950.
- Angeli e colori, radiodramma di Carlo Linati, musiche di Arrigo Pedrollo, regia di Pietro Masserano Taricco, trasmessa il 6 maggio 1950.
- L'uomo della luce di Ezio D'Errico, regia di Guglielmo Morandi, trasmessa il 22 maggio 1950.
- La voce umana di Jean Cocteau, regia di Pietro Masserano Taricco, trasmessa il 23 maggio 1950.
- La bugiarda meravigliosa di Gian Francesco Luzi, regia di Anton Giulio Majano, trasmessa il 25 maggio 1950.
- L'abito verde di De Flers e De Caillavet, regia di Guglielmo Morandi, trasmessa il 7 giugno 1950.
- Viaggio in Florida, commedia di Ermanno Carsana, regia di Pietro Masserano Taricco, trasmessa il 27 giugno 1950.
- L'orso, di Anton Pavlovič Čechov, regia di Anton Giulio Majano, trasmessa il 29 luglio 1950.
- Chopin, radiodramma di Alberto Casella, regia dell'autore, trasmessa il 1 giugno 1951.
- L'imbroglio, commedia di Alberto Moravia, regia di Pietro Masserano Taricco, trasmessa il 25 agosto 1951.
- Il perfetto amore, commedia di Roberto Bracco, regia di Pietro Masserano Taricco, trasmessa il 12 novembre 1951
- Chopin di Alberto Casella, regia di Alberto Casella, trasmessa il 28 dicembre 1951.
- Ma non è una cosa seria di Luigi Pirandello, regia di Pietro Masserano Taricco, trasmessa il 3 marzo 1952.
- Il sole non si ferma di Giuseppe Bevilacqua, regia di Anton Giulio Majano, trasmessa il 5 maggio 1952.
- Harwey, commedia di Mary Chase, regia di Anton Giulio Majano, trasmessa il 22 settembre 1952.
- Cristoforo Colombo, opera radiofonica di Alberto Savinio, regia di Anton Giulio Majano, trasmessa il 8 ottobre 1952.
- Scala sinistra, Pensione Medea di Sergio Pugliese, regia di Pietro Masserano Taricco, trasmessa il 6 dicembre 1952.
- La serpicina, apologo di Domenico Guerrazzi, regia di Marco Visconti, trasmesso il 5 gennaio 1955.
- Questi ragazzi, commedia di Gherardo Gherardi, regia di Umberto Benedetto, trasmessa il 14 marzo 1955.
- Miracolo di Nicola Manzari, regia di Umberto Benedetto, trasmessa il 29 agosto 1955.
- Autostrada, di Lucille Flecter, regia di Alberto Casella, trasmessa il 7 settembre 1955.
- La casa di Siro Angeli, regia di Amerigo Gomez, trasmessa il 17 gennaio 1955.
- Procellaria, commedia di Cesare Giulio Viola, regia di Umberto Benedetto, trasmessa il 12 dicembre 1955.
- La casa, dramma di Siro Angeli, regia di Amerigo Gomez, trasmesso il 17 gennaio 1956.
- Marea di settembre, commedia di Daphne du Maurier, regia di Umberto Benedetto, trasmessa il 20 febbraio 1956.
- Musica notturna di Clifford Odets, regia di Umberto Benedetto, trasmessa il 16 aprile 1956.
- La tua giovinezza, commedia di Denys Amiel, regia di Umberto Benedetto, trasmessa il 20 agosto 1956.
- Il ragionier Ventura, commedia di Guglielmo Giannini, regia di Marco Visconti, trasmessa il 10 gennaio 1957.
- Hyacinth Halvey di Lady Augusta Gregory, regia di Umberto Benedetto, trasmessa il 2 maggio 1958.
- L'immagine, commedia di Antonio Conti e Guglielmo Zorzi regia di Umberto Benedetto 20 ottobre 1958
- La bella sentinella, commedia di Mario Pompei, regia di Umberto Benedetto, trasmessa il 6 aprile 1959.
- Il ladro, commedia di Henri Bernstein, regia di Umberto Benedetto, trasmessa il 30 giugno 1959.
- Estuario, radiodramma in tre tempi di Arnaldo Boscolo, regia di Pietro Masserano Taricco, trasmessa il 22 ottobre 1959.
- Il processo per l'ombra dell'asino, radiodramma di Friedrich Durrenmatt, regia di Umberto Benedetto, trasmessa il 15 gennaio 1961.
- La trappola, dramma di Ferdinand Bruckner, regia di Umberto Benedetto, trasmessa il 13 gennaio 1963.
- Uomo vivo, romanzo a puntate di Gilbert Keith Chesterton, regia di Umberto Benedetto, trasmesso da dicembre 1963 a gennaio 1964.
- Il ministero, commedia di Raul Lunardi, regia di Enrico Colosimo, trasmessa il 21 dicembre 1963.

## Filmografia
- La lanterna del diavolo, regia di Carlo Campogalliani (1931)
- La vecchia signora, regia di Amleto Palermi (1931)
- L'ultima avventura, regia di Mario Camerini (1932)
- L'avvocato difensore, regia di Gero Zambuto (1934)
- La marcia nuziale, regia di Mario Bonnard (1935)
- Un bacio a fior d'acqua, regia di Giuseppe Guarino (1936)
- I due sergenti, regia di Enrico Guazzoni (1936)
- Il fu Mattia Pascal, regia di Pierre Chenal (1937)
- I due misantropi, regia di Amleto Palermi (1937)
- Ecco la radio!, regia di Giacomo Gentilomo (1940)

## Doppiaggio
- Carole Lombard in Ventesimo secolo, Rivelazione, L'impareggiabile Godfrey
- Isabel Jewell in L'amante sconosciuta, Orizzonte perduto, Le 5 schiave
- Claudette Colbert in Accadde una notte, Sorelle in armi
- Franca Marzi in Maracatumba... ma non è una rumba, Una lettera all'alba
- Lily Pons in Notte di carnevale, La ragazza di Parigi
- Evelyn Ankers in L'uomo lupo
- Helen Burgess in La conquista del West
- Joan Crawford in La grande fiamma
- Rubi Dalma in Odessa in fiamme
- Jane Greer in Il tesoro di Vera Cruz
- Susan Hayward in Ho sposato una strega
- Angela Lansbury in Peccatori senza peccato
- Sharon Lynn in I fanciulli del West
- María Montez in Le mille e una notte
- Assia Noris in La peccatrice bianca
- Margaret Sullavan in Gli amanti
- Nora Swinburne in Quo vadis
- Audrey Totter in Stasera ho vinto anch'io
- Loretta Young in Il grande silenzio
- Billie Burke nel ridoppiaggio di Pranzo alle otto

## Opere
- Al Dio Ignoto. Roma, 1946.
- In attesa. Bologna, Cappelli, 1962.
- Con amore per amore: testimonianza al Cerchio Firenze 77. Roma, Edizioni Mediterranee, 1981.